# Doppio sospetto
Doppio sospetto (Duelles) è un film thriller del 2018 diretto da Olivier Masset-Depasse.
Il film ha detenuto il record di vittorie ai premi Magritte, avendo ottenuto nove statuette su dieci candidature, tra cui miglior film e miglior regista per Masset-Depasse, ai premi Magritte 2020. È stato poi superato da Night Call, ai premi Magritte 2025.

## Trama
Bruxelles, primi anni sessanta. Alice e Céline sono due amiche di vecchia data, madri di due bambini, Theo e Maxime, e, con i rispettivi mariti, dividono una villa bifamiliare di una tranquilla zona residenziale. Un giorno Maxime, che non è a scuola perché con la febbre alta, perde la vita cadendo dal davanzale della finestra della sua cameretta mentre tenta di afferrare il gatto; Alice che assiste alla scena non fa in tempo a salvare il bambino.
Da quel momento Céline inizia ad andare lentamente in paranoia, pur mascherando i suoi disturbi come tentativi per andare avanti. La donna inizia a mostrare un'ossessione e un affetto sempre più morboso verso il piccolo Theo, scatenando la gelosia della sua amica Alice, che a sua volta raccoglie indizi sulla vicina fino a far emergere sospetti tanto gravi da sembrare assurdi, al punto che il marito la riterrà una psicotica e le chiederà di curarsi.
Proprio quando i sospetti di Alice rientrano facendole recuperare il rapporto con il marito e un dialogo con la stessa Céline, questa mette in atto un piano criminale perfetto, attraverso il quale, dopo aver assassinato il marito e i vicini, rimanendo sempre abilmente al di sopra di ogni sospetto, chiederà e otterrà l'adozione del piccolo Theo, ormai solo al mondo.

## Produzione
Si tratta di un adattamento cinematografico del romanzo Oltre la siepe (Derrière la haine) di Barbara Abel. Le riprese del film si sono svolte principalmente a Liegi, in Belgio, nel quartiere di Cointe.

## Distribuzione
Il film è stato presentato in anteprima al Toronto International Film Festival il 7 settembre 2018.
La pellicola è stata distribuita nelle sale cinematografiche belghe e francesi a partire dal 17 aprile 2019. In Italia, il film è stato distribuito da Teodora Film a partire dal 27 febbraio 2020.

## Riconoscimenti
- 2018 – Chicago International Film Festival[2]
  - Candidatura come miglior film
- 2018 – Golden Arras[3]
  - Candidatura come miglior film
- 2020 – Premio Magritte[4]
  - Miglior film
  - Miglior regista a Olivier Masset-Depasse
  - Miglior sceneggiatura a Olivier Masset-Depasse
  - Miglior attrice a Veerle Baetens
  - Migliore attore non protagonista a Arieh Worthalter
  - Migliore fotografia a Hichame Alaouié
  - Migliore colonna sonora a Frédéric Vercheval
  - Miglior sonoro a Olivier Struye, Marc Bastien, Héléna Réveillère, Thomas Gauder
  - Miglior montaggio a Damien Keyeux
  - Candidatura come miglior attrice a Anne Coesens
- 2019 – World Soundtrack Awards[5]
  - Candidatura come migliore colonna sonora a Frédéric Vercheval